# La dama de las camelias
La dama de las camelias, publicada por primera vez en 1848, es una novela firmada por Alexandre Dumas (hijo). Esta obra está inspirada en un hecho real de la vida de Alexandre relativo a un romance, que tuvo lugar en 1847 según el propio autor, con Marie Duplessis, joven cortesana de París que mantuvo distintas relaciones con grandes personajes de la vida social. La novela pertenece al movimiento literario que se conocería como realismo, siendo una de las primeras que formarían parte de la transición desde el romanticismo.
La novela narra la trágica historia de amor de Margarita Gautier, una bella cortesana parisina de la alta sociedad, y Armando Duval, un joven de una familia respetable. A pesar de su profundo amor mutuo, el pasado de Margarita y su papel como cortesana hacen que su relación sea imposible a los ojos de la sociedad. Margarita, en un esfuerzo por proteger a Armando del escándalo, sacrifica su amor poniendo fin a su relación y volviendo a su antiguo estilo de vida. Afligido por el dolor, Armando finalmente se entera de sus sacrificios, pero para entonces, la salud de Margarita se ha deteriorado debido a la tuberculosis y ella muere, dejándolo desconsolado. La novela explora temas de amor, sacrificio, juicio social y las trágicas consecuencias de vivir fuera de las normas sociales.
La ópera La traviata (La extraviada), del compositor italiano Giuseppe Verdi, se basó en esta novela cuyo personaje principal, la cortesana, lleva el nombre de la protagonista.
En otras adaptaciones, esta historia también es conocida con el título de Camille.

## Espacio y tiempo
La novela está ambientada en París, y algunos lugares campestres cercanos, como Bougival. Podríamos ubicarla alrededor de 1840, durante la monarquía de Luis Felipe de Orleans. La duración de la trama es de aproximadamente tres años, aunque solo durante un año existe acción. La obra comienza con los funerales de Marg.

## Tema
Los principales temas de la novela son la prostitución, reflejada en la vida de la protagonista Margarita Gautier, sus costumbres y amistades. Por otro lado, encontramos la abnegación en diversos actos de la protagonista, sobre todo con respecto a su amor por Armando Duval.
La obra también critica los prejuicios sociales, que radican en el rechazo social de aceptar a Margarita. Principalmente se representan en el padre de Armando Duval, quien le exige sacrificios. Por último, encontramos en menor medida los celos y la venganza en el personaje de Armando Duval.
Coexisten dos narradores en la novela, por una parte un narrador editor quien conoce al narrador protagonista, Armando Duval. Está escrita en un lenguaje sencillo y estructurada en veintisiete capítulos sin títulos.

## Personajes

### Protagonistas

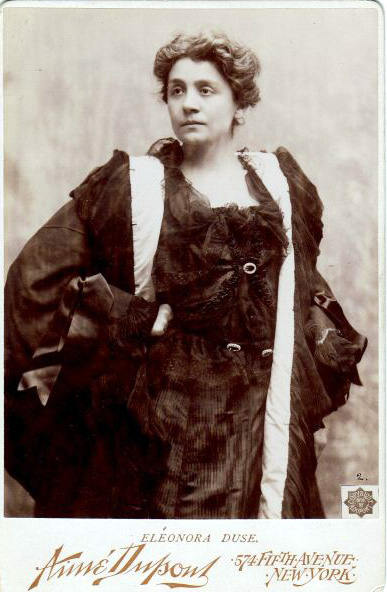
Eleonora Duse como Margherita Gautier, foto de finales del

- Margarita Gautier. (La Dama de las Camelias): Es la protagonista, enamorada de Armando Duval, sin familia, es una chica cortesana relacionada con muchos caballeros, entre los que se destacan el duque y el conde. Nació en el campo pero abandonó a su familia para vivir en París, donde se destacaría por su vida licenciosa y sus grandes gastos, y además por estar siempre acompañada de un ramo de camelias: blancas, si estaba disponible, o rojas, si no lo estaba. Era una joven muy hermosa, pero bastante enfermiza. Aunque parece adolecer de superficialidad, con el avance de la obra se presenta como una mujer enamorada, sencilla y sobre todo abnegada. Se enamora de Armando Duval, primero condicionándolo en que la dejara vivir como le pareciera y portándose obediente ante sus mandatos, pero termina por abandonar todas sus costumbres licenciosas para vivir de forma estable con Armando Duval. Sin embargo, el padre de éste le rogaría que deje a su hijo, lo que constituiría su último sacrificio. Regresa a su vida licenciosa, simplemente para acelerar su penosa y solitaria muerte, causada por la tisis, que venía arrastrando desde hacía tiempo.
- Armando Duval: Joven que se enamora de Margarita. Desde el primer encuentro la amó a escondidas, y fue el primero en preocuparse por la salud de la joven, gracias a lo que obtuvo su amor. Nunca aceptaría en su totalidad la condición de Margarita, aunque durante cierto periodo toleró vivir con el dinero de los otros amantes de la hermosa joven; ya que él era un abogado de escasas rentas. Finalmente lograría que ella abandone su vida licenciosa, pero, posteriormente, al verse abandonado y sentirse traicionado, cortejaría a Olimpia, otra mujer de condición semejante, con el único objetivo de hacerle daño a su verdadero amor. Luego, se enteraría de que el “engaño” de Margarita era solo otra prueba de su amor, lo que lo dejaría desolado.

### Secundarios
- Narrador: no es nombrado durante la novela. Comienza su actuación al acudir al remate de los bienes de Margarita Gautier, adquirió por bastante dinero un libro intitulado Manon Lescaut del Abbé Prévost. Posteriormente, Armando Duval intentaría comprarle el libro, y el narrador se lo regaló, lo que dio inicio a una gran amistad entre estos personajes.
- Prudencia Duvernoy: vecina y amiga de Margarita. Durante su juventud fue una cortesana, como la protagonista, luego se dedicó a vender sombreros y ropa. Mantenía su amistad con Margarita por interés, puesto que cuando Margarita enfermó y debió mantener cama la abandonó.
- Julia Duprat: amiga de Margarita. Nunca la abandonó, llegando inclusive a escribirle cartas a Armando cuando su amiga se encontraba moribunda y después de su muerte.
- Padre de Armando: señor bastante conservador, vive en el campo. Cuando se entera de los amores de su hijo intenta convencerlo de que abandone esas pasiones, al ver infructuosas sus tentativas, decide intentarlo con Margarita, la cual aceptaría renunciar a su amor.
- Olimpia: comparece al final de la obra. Es al parecer amiga de Margarita, sin embargo, Armando la utilizaría para darle celos a la misma.

### Terciarios
- El Conde: joven que enamoraba y mantenía a Margarita, sin embargo a este le aburría y lo despedía con rapidez.
- El Duque: viejo de enorme fortuna que llamaba a Margarita, sobre todo porque tenía una hija de gran parecido a la protagonista que había muerto. Era el principal benefactor de la joven.
- Gastón: amigo de Armando Duval, solo aparece en el principio de la obra.
- Nanine: sirvienta de Margarita
- José: criado de Armando, se encargaba de mandar las cartas a Margarita de parte de Armando.
- Blanca: hermana de Armando.

## Argumento

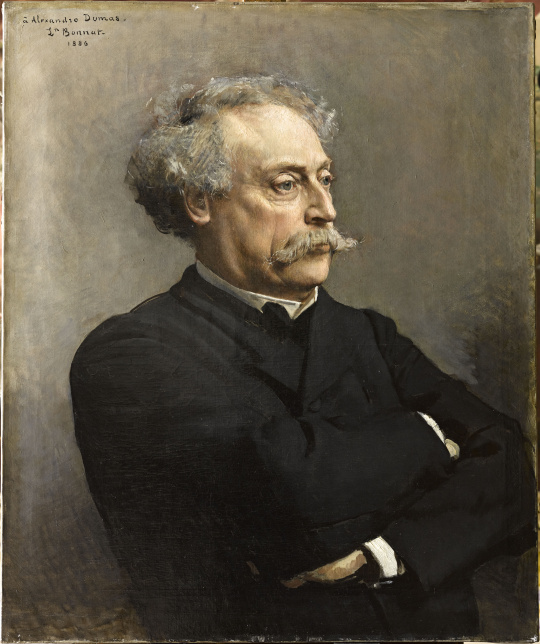
Alexandre Dumas (hijo).

I. El Narrador se entera por casualidad de que ha muerto una cortesana y que sus bienes serán sacados a subasta para cubrir sus deudas. La difunta era conocida suya, únicamente de vista: Margarita Gautier.
II. Margarita era de singular hermosura, asistía a todos los estrenos de la ópera y del teatro, su fama como cortesana era bastante conocida, siempre asistía a todas las funciones con tres cosas: sus gemelos, una bolsa de bombones y un ramo de camelias, su florista le habría puesto el sobrenombre de “La Dama de las Camelias". Ella vivía de una pensión indeterminada que le daba el duque, el cual la trataba pródigamente y con respeto.
III. El narrador acude a la subasta, que fue bastante concurrida. Puja por el libro Manon Lescaut de Abbé Prévost, el cual tenía una dedicatoria, se lo adjudican por un valor diez veces superior al real, solo por orgullo personal pujó de tal manera. La dedicatoria dice “Manon a Margarita, humildad”, firmado por Armando Duval.
IV. De la venta de los bienes de la cortesana se obtuvieron 150.000 libras, de los cuales dos terceras partes fueron a parar a las manos de sus acreedores y el resto a su amada hermana, a la que llevaba años sin ver. Armando Duval acude a ver al narrador en un estado deplorable y depresivo, y le ruega que le venda el libro mencionado enseñándole una carta suscrita por Margarita en la cual le pide que acuda a la subasta a comprar algo para recordarla. El narrador le regala el libro lo que da inicio a una buena amistad entre el joven, que le agradece el regalo y se marcha llorando, y el narrador.
V. Pasó un largo tiempo y el narrador no tenía noticias de Armando Duval, así que decidió ir a preguntar por él en el cementerio, donde vislumbró la tumba de la joven adornada con innumerables camelias. El jardinero le contó que un joven había ordenado que se mantuviera siempre así y que este había partido para que la hermana de la difunta autorizase el traslado del cuerpo, puesto que en ese cementerio solo tenía licencia por cinco años, y quería otorgarle una de por vida. El narrador obtiene la dirección de Armando Duval y va a visitarle. Parte hacia su casa pero, al día siguiente, recibe un mensaje suyo en el que lo invita.
VI. El narrador acude y ve al joven en un estado convaleciente, el cual da la razón del traslado del cuerpo y por qué tenía que estar presente diciendo:
Es lo único que puede curarme. Tengo que verla. Llevo sin dormir desde que me enteré de su muerte, y sobre todo desde que vi su tumba. No puedo hacerme a la idea de que esa mujer, a quien abandoné tan joven y tan bella, esté muerta. Tengo que cerciorarme por mí mismo. Tengo que ver lo que ha hecho Dios con aquel ser que tanto amé, y quizá el asco del espectáculo reemplace la desesperación del recuerdo...
Acuden juntos al desentierro, el cual resulta muy doloroso para Armando, y chocante para el narrador.

### Desarrollo
VII. Armando, todavía en cama, le encomienda al narrador la escritura de un libro sobre los hechos que le narra. Entonces empieza a contarle la historia: Armando dice que desde que conoció a Margarita, supo que estaba destinado a enamorarse de ella aunque deseara que fuera difícil la conquista:
Y yo, que habría querido sufrir por aquella mujer, temía que me aceptara excesivamente de prisa y me concediera excesivamente pronto un amor que yo hubiera querido pagar con una larga espera o un gran sacrificio. Los hombres somos así; y es una suerte que la imaginación deje esta poesía a los sentidos y que los deseos del cuerpo hagan esta concesión a los sueños del alma.
Armando contó que la vez que fueron presentados, fue en la ópera, y había hecho el ridículo, ella diría que “nunca había visto nada más chistoso que él”. A partir de aquí, Armando la intentaría ver varias veces, pero de repente ella enfermó de tuberculosis acudió a su casa innumerables veces preguntando por su estado de salud, sin dejar jamás recado, tarjeta de visita o subir a visitarla. No la vería en dos años.
VIII. Después de este tiempo la volvió a ver y su amor no había disminuido. Sus palabras lo manifiestan:
-Lo que no impidió que mi corazón latiera cuando supe que era ella; y los dos años pasados sin verla y los resultados que aquella separación hubiera podido ocasionar se desvanecieron en la misma humareda con el solo rozar de su vestido.
Entonces le pidió a una conocida, Prudencia Duvernoy, una regordeta que había sido cortesana, que se la presentase nuevamente. Ella le contó que Margarita era la protegida de un duque muy viejo y muy rico, que ella nunca se dormía antes de las dos de la mañana y que, a veces, tenía compañía; pero que no tenía amantes, aunque un conde joven la cortejaba, pero a ella le aburría.
IX. Se volvieron a presentar Armando y Margarita, esta aunque al principio no pudo recordar, después lo haría, pidiendo disculpas por la vez anterior. Armando aceptó que él era el hombre que iba a preguntar por su estado de salud durante su enfermedad, lo que ella agradeció. Margarita trataba con mucha crueldad al conde, a quien despidió para recibir a Armando, Prudencia y un amigo de Armando, Gastón, durante la alegre reunión, en la que la joven hizo gala de sus modales. A Margarita le sobrevino una crisis de tos por lo que salió presurosa a su recámara, y Armando la siguió, en extremo preocupado por su salud.
X. Armando le recomendó abandonar esa vida licenciosa, ella contestó que a nadie le importaba su estado de salud, a lo que el joven replicó diciendo que a él sí. Armando confesó que la amaba con locura, ella después de algunas cavilaciones lo aceptó pero condicionándole que debería ser: confiado, sumiso y discreto. Ante la pregunta de cuándo se volverían a ver, esto es lo que Margarita contestó:
Porque -dijo, liberándose de mis brazos y tomando de un gran ramo de camelias rojas comprado por la mañana una camelia que colocó en mi ojal- porque no siempre se pueden cumplir los tratados el mismo día en que se firman.
Luego le dijo que se verían cuando la camelia que le entregó cambie de color, se besaron y ella justificó su actuar de esta forma:
Quizá le parezca raro que me haya mostrado tan dispuesta a aceptarlo así, en seguida. ¿Sabe a qué se debe? Se debe -continuó, tomándome una mano y colocándola contra su corazón, cuyas palpitaciones violentas y repetidas yo sentía-, se debe a que, ante la perspectiva de vivir menos que los demás, me he propuesto vivir más deprisa.
XI. Armando estaba feliz y sorprendido de lo ocurrido, y se empecinaba en creer que no se trataba de una mujerzuela. Fue a verla, como había prometido en la víspera y ella le contestó que no se acordaba del pacto, sin embargo, el joven se iba acostumbrando al actuar de la joven. Luego Prudencia le dijo que Margarita opinaba que era encantador.
XII. En esa ocasión Armando pasó la noche con Margarita, ella lo despachó a las cinco porque el duque vendría temprano y le prometió mandarle instrucciones para su próxima cita, entregándole una llave de sus aposentos. Al día siguiente, Armando le haría una gran escena de celos porque la había visto con el conde en el teatro, pero luego se dio cuenta de que él había aceptado ciertas condiciones y la joven lo perdonó, haciéndole saber que se estaba enamorando de él.
XIII. Prudencia le recomendó a Armando que no fuera celoso, que él no podría mantener la vida de lujos de Margarita, y que lo conveniente era que únicamente se amaran, conscientes de la realidad. Margarita invitó a Armando a pasar varios meses en el campo, pero el joven se ofendió, diciendo que no aceptaría tal situación con esos medios, otra vez se dio cuenta del error en que incurría y fue perdonado por segunda ocasión. Al día siguiente, Armando recibe un recado de Margarita que decía: “Me siento mal, no venga hoy”, sin embargo, acudió y vio que el conde entraba en la casa, por lo cual sufrió mucho.
XIV. Armando escribe una carta zahiriente para Margarita. Se desespera por haber actuado de tal manera, nuevamente se arrepiente y le ruega perdón:
«Alguien que se arrepiente de una carta que escribió ayer, que se irá mañana si usted no lo perdona, desearía saber a qué hora podrá ir a depositar su arrepentimiento a sus pies. ¿Cuándo podrá encontrarla sola? Ya sabe usted que las confesiones deben hacerse sin testigos.»
XV. Armando le preguntó a Margarita la razón por la cual le engañó, ella respondió de tal forma:
-Amigo mío, si yo fuera la señora duquesa de tal o de cual, si tuviera doscientas mil libras de renta, y siendo su amante, tuviese otro amante distinto de usted, tendría usted derecho a preguntarme por qué lo engañaba; pero, como soy la señorita Marguerite Gautier, tengo cuarenta mil francos de deudas, ni un céntimo de fortuna y gasto cien mil francos al año, su pregunta es ociosa y mi respuesta inútil.
Le dijo que aceptó ver al conde para poder hacer el viaje al campo, puesto que no quería deberle nada a Armando, luego dijo que siempre estaba muy vigilada. Confesó la razón por la cual había aceptado a Armando como amante: porque es el único que se ha compadecido de ella, pero:
-Entonces te encontré a ti, joven, ardiente, feliz, y he intentado hacer de ti el hombre a quien llamaba en medio de mi ruidosa soledad. Lo que yo amaba en ti no era el hombre que eras, sino el que ibas a ser. Tú no aceptas ese papel, lo rechazas como indigno de ti; eres un amante vulgar; haz como los demás: págame y no hablemos más.
Armando vuelve a pedir perdón y no se va de París.
XVI. Armando aceptaba todas las condiciones que le daba Margarita, pronto le entregaría el Manon Lescaut del Abate Prevost. Armando cambió su vida y sus hábitos, tuvo que adquirir algunas deudas y jugar para poder obsequiar a su enamorada. Intentaba curar a Margarita, y funcionaba de cierta manera.
XVII. Margarita quiso pasar una temporada en una alegre casa campirana en Bougival, por lo que se la pidió al duque, el cual al poco se enteraría que habitaba con Armando en aquella casa, lo que provocó que le diera un ultimátum a la joven “Yo (y la renta) o Armando Duval”. Ella escogería el amor, haciendo que la felicidad de Armando se elevara sobremanera. Margarita terminó con todas sus costumbre anteriores, incluso con sus amistades. El duque volvería a rogar que le acepte, sin importar circunstancias, pero la joven reformada rechazaba abrir sus cartas.
XVIII. Los jóvenes hacían proyectos para su porvenir, Margarita prefería no regresar a París. Armando notó que los bienes de Margarita iban desapareciendo, por lo que acudió a París y se enteró de que la joven tenía muchas deudas y estaba vendiendo todo, Prudencia le dijo:
-¡Ah! - continuó con esa insistencia típica de la mujer que puede decir: «¡Qué razón tenía yo!» - ¿Cree que basta con amarse e irse al campo a vivir una vida pastoril y vaporosa? No, amigo mío, no. Al lado de la vida ideal existe la vida material, y las resoluciones más castas están sujetas a la tierra por hilos ridículos, pero de hierro, y que no se rompen tan fácilmente.
XIX. Armando se compromete a pagar todo, ella rechaza la oferta de Armando, proponiendo que vivan humilde y austeramente, pero Armando le reconviene diciendo que Margarita necesitaba de sus lujos. Ella responde:
-En una relación como la nuestra, si la mujer tiene aún un poco de dignidad, debe imponerse todos los sacrificios posibles antes que pedir dinero a su amante y ofrecer un aspecto venal a su amor. Tú me quieres, estoy segura, pero no sabes lo frágil que es el hilo que sujeta al corazón el amor que se siente por chicas como yo. ¿Quién sabe? ¡Quizá un día de mal humor o de aburrimiento lo imaginaras ver en nuestra relación un cálculo hábilmente combinado! Prudencia es una charlatana. ¡Para qué quería yo los caballos! Vendiéndolos, economizo; puedo pasarme sin ellos perfectamente y así no me gastan nada. Todo lo que te pido es que me quieras, y tú me querrás lo mismo sin caballos, sin cachemiras y sin diamantes.
-Tú, que no quieres permitirme que comprenda tu posición, y tienes la vanidad de velar por la mía; tú, que, al conservarme el lujo en medio del que he vivido, quieres conservar la distancia moral que nos separa; tú, en fin, que no crees que mi cariño sea lo suficientemente desinteresado para compartir conmigo tu fortuna, con la que podríamos vivir felices juntos, y prefieres arruinarte, esclavo como eres de un prejuicio ridículo. ¿Crees que yo comparo un coche y unas joyas con tu amor? ¿Crees que para mí la felicidad consiste en las vanidades con que una se contenta cuando no ama nada, pero que se convierten en algo muy mezquino cuando ama? Tú pagarás mis deudas, malbaratarás tu fortuna ¡y me mantendrás al fin! ¿Cuánto tiempo durará todo eso? Dos o tres meses, y entonces será demasiado tarde para emprender la vida que propongo, pues entonces lo aceptarías todo de mí, y eso es lo que un hombre de honor no puede hacer. Mientras que ahora tienes ocho o diez mil francos de renta, con los cuales podemos vivir. De lo que tengo, yo venderé lo superfluo, y solo con esa venta me haré con dos mil libras al año. Alquilaremos un lindo pisito en el que nos quedaremos los dos. En verano vendremos al campo, pero no a una casa como esta, sino a una casita suficiente para dos personas. Tú eres independiente, yo soy libre, somos jóvenes; en nombre del cielo, Armando, no vuelvas a arrojarme a la vida que me vi obligada a llevar en otro tiempo.
XX. Armando aceptaría gustoso la propuesta de su amada, poco después llegaría su padre. El señor Duval le reprocha a Armando su conducta al flanco de la señorita Gautier y le ordena abandonarla, pero Armando rechaza la imposición.
XXI. Armando le contaría la situación a su enamorada. Ella le pide que haga a su padre reconsiderar para poder amarse con total libertad. Armando no encontraría a su padre en algunos días pero cambiaría drásticamente el estado de ánimo de Margarita. Armando al fin encuentra a su padre, el cual dice que toleraría la relación de su hijo.

### Nudo
XXII. Armando, feliz， regresaría con su amada, llevándose una gran decepción al no encontrarla ya que se había ido a París. Como era muy tarde, el joven acudió a París caminando, pero solo encontró una carta en su casa, la cual decía:
"«Armando, cuando lea esta carta, ya seré la amante de otro hombre. Así que todo ha terminado entre nosotros.
"Vuelva con su padre, amigo mío, vaya a ver a su hermana, joven casta, ignorante de todas nuestras miserias, y a su lado olvidará muy pronto todo lo que le haya hecho sufrir esa perdida que llaman Marguerite Gautier, a quien quiso usted amar por un instante y que le debe a usted los únicos momentos felices de una vida que ella espera que ya no será larga.»"
Armando se llenaría de desdicha y desesperación, y por necesidad, acudiría a compartir su tristeza con su padre, con el cual regresaría al día siguiente a su lugar de origen.
XXIII. Armando se caracterizaba por su desánimo, sintió la necesidad de volver a verla y regresó a París. La vio, había recuperado sus caballos y bienes, y al parecer la vida libertina de antaño. Esto llevó a Armando a la ira y a desear venganza. Visitó a Prudencia, a quien le dijo sobre su relación con Margarita:
-Está perdonada, puede decírselo. Es una buena chica, pero es una golfa, y lo que me ha hecho debía esperármelo. Hasta le agradezco su resolución, pues hoy me pregunto adónde nos hubiera llevado mi idea de vivir siempre con ella. Era una locura..
Después le pediría los datos de Olimpia, una amiga de Margarita, a quien pensaba conseguir con dinero. Armando concurrió a una fiesta ofrecida por Olimpia, ahí vio a su anterior amante con celos:
Cuando, lleno de mis dolorosas emociones, llegué al baile, estaba ya muy animado. Bailaban, gritaban incluso, y, en una de las contradanzas, descubrí a Margarita bailando con el conde de Varville, el cual parecía muy orgulloso de exhibirla y parecía decir a todo el mundo: ¡Esta mujer es mía!
Armando se empeñaría en conseguir a Olimpia esa misma noche, lo cual obtendría.
XXIV. La relación con Olimpia provocaría bastantes desazones a Margarita, la cual terminaría su amistad con ella y se vería cada vez más pálida. Armando estaba feliz con los efectos de su artimaña. Poco después Margarita acudiría a pedirle clemencia, que había sufrido mucho y que las circunstancias le habían obligado a abandonarle. Armando le dijo que olvidaría todo lo acaecido y pasaron la noche juntos:
-No, no -me dijo casi con espanto-, seríamos muy desgraciados; yo ya no puedo valer para hacerte feliz, pero mientras me quede un soplo de vida seré la esclava de tus caprichos. A cualquier hora del día o de la noche que me desees, ven y seré tuya; pero no asocies más tu futuro con el mío: serías muy desgraciado y me harías muy desgraciada. Aún seré por algún tiempo una chica bonita: aprovéchate, pero no me pidas más.
Al día siguiente, Armando fue a visitarla pero no le dejaron pasar pues se encontraba con el conde, iracundo escribió un mensaje:
Volví a mi casa como un borracho, y ¿sabe lo que hice durante el minuto de delirio celoso que bastó para la acción vergonzosa que iba a cometer? ¿Sabe lo que hice? Me dije que aquella mujer estaba burlándose de mí, me la imaginaba en su tete-à-tête inviolable con el conde, repitiendo las mismas palabras que me había dicho por la noche, y, cogiendo un billete de quinientos francos, se lo envié con estas palabras.
«Se ha ido usted tan deprisa esta mañana, que olvidé pagarle. Ahí tiene el precio de su noche.» 
Le devolvieron el recado y los 500 francos, desesperado y quizá arrepentido, acudió a su encuentro pero lo único que recibió fue “La señora se ha ido a Inglaterra hoy a las seis”.

### Desenlace
XXV. Y ese era el final de lo que Armando Duval podía contar al Narrador, el resto del relato eran cartas que habían sido escritas por la joven Margarita durante la tisis que acabaría con su vida, las cuales nunca fueron recibidas por Armando. La primera comenzaba:
No pude resistir el deseo de darle una explicación de mi conducta, y le escribí una carta; pero, escrita por una mujerzuela como yo, tal carta puede parecer una mentira, a no ser que la muerte la santifique con su autoridad y que en vez de ser una carta sea una confesión.
Confesó que mientras Armando buscaba a su padre, este llegó a visitarla y le rogó que dejara a su hijo, puesto que interfería directamente con las relaciones familiares y con la felicidad de su hija Blanche, hermana de Armando:
Bueno, pues mi hija va a casarse. Se casa con el hombre que ama y entra en una familia honorable que desea que todo sea honorable en la mía. La familia del hombre que será mi yerno se ha enterado de la vida que Armando lleva en París y ha manifestado que retirará su palabra si Armando sigue viviendo así. En sus manos está el futuro de una jovencita que ningún mal hizo a usted, y que tiene derecho a contar con el futuro.
¿Puede usted y se siente con fuerzas para destrozar ese futuro? En nombre de su amor y de su arrepentimiento, Margarita, concédame la felicidad de mi hija.
Ella aceptaría, y abandonaría a Armando.
XXVI. Margarita continuaría con las cartas suplicando que Armando la visite, o pidiendo morir de una vez. Su salud empeoraba y el único consuelo que recibió fue una carta del padre de Armando, acompañada de dinero. Al poco tiempo le embargarían sus bienes, y las cartas comenzarían a ser escritas por Julia Duprat, pues Margarita estaba imposibilitada por la tuberculosis inclusive para apenas escribir.
Me ha hecho prometer que le escriba cuando ella ya no pueda, y estoy escribiéndole delante de ella. Dirige sus ojos hacia mí, pero no me ve: su mirada está ya velada por la muerte cercana; sin embargo sonríe, y estoy segura de que todo su pensamiento y toda su alma están puestos en usted
Cada vez que alguien abre la puerta sus ojos se iluminan y siempre cree que va a entrar usted; luego, cuando ve que no es usted, su rostro recobra su dolorida expresión, queda bañado en un sudor frío, y sus pómulos se tiñen de púrpura.
Finalmente, Margarita moriría enferma, en la más extrema desgracia y soledad, fantaseando hasta sus últimos minutos que Armando estaba próximo a visitarla.
XXVII. Acaba el relato； el narrador comenta que acompaña al joven de regreso a su casa y apunta:
Volví a París, donde escribí esta historia tal como me la contaron. No tiene más que un mérito, que quizá le será discutido: el de ser verdadera.
No saco de este relato la conclusión de que todas las chicas como Margarita son capaces de hacer lo que ella hizo, ni mucho menos; pero tuve conocimiento de que una de ellas había experimentado en su vida un amor serio, por el que sufrió y por el que murió, y he contado al lector lo que sabía. Era un deber.
No soy apóstol del vicio, pero me haré eco de la desgracia noble dondequiera que la oiga implorar.
La historia de Margarita es una excepción, lo repito; pero, si hubiera sido algo habitual, no habría merecido la pena escribirla.